# Dougray Scott
Stephen (Dougray) Scott (Glenrothes, 25 november 1965) is een Schotse acteur.
Na zijn opleiding op de Welsh College of Music and Drama speelde hij in een aantal lokale theaters en werkte hij mee aan diverse televisieprogramma's. Zijn grote doorbraak kwam toen hij mocht meespelen in de populaire Engelse televisieserie Soldier, Soldier. Na deze rol speelde hij in nog een aantal bekende films, waaronder Mission: Impossible II, Ever After en Tiger House. Ook speelde hij de rol van 'Ian' in het derde seizoen van Desperate Housewives. Hij was ook benaderd voor de rol van Aragorn in Lord Of The Rings, maar die wees hij af. 

## Trivia
- Nadat Pierce Brosnan besloot te stoppen als gezicht van James Bond, werd Scott aangedragen als opvolger. Toch werd besloten dat niet hij maar Daniel Craig de rol krijgt in de nieuwe Bondfilm Casino Royale.

- Scott zou Wolverine spelen in de film X-Men. Maar door re-shoots van Mission: Impossible II en een motorongeluk tijdens het filmen van de achtervolgingsscène werd Scott vervangen door Hugh Jackman.

- Scott was getrouwd met Sarah Trevis, een castingdirector. Ze hebben een tweeling, een zoon en een dochter. Ze zijn gescheidden in 2005.

- Op 8 juni 2007 is Scott getrouwd met actrice Claire Forlani, met wie hij sinds oktober 2006 verloofd was.